# Brunellia acostae
Brunellia acostae là một loài thực vật thuộc họ Brunelliaceae. Đây là loài đặc hữu của Ecuador.